# Stückofen

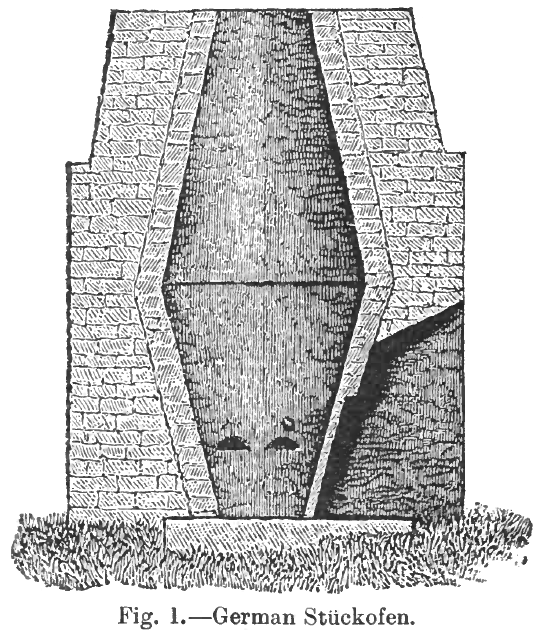
Vue en coupe d'un stückofen du début du XIXe siècle. La hauteur totale varie de 3.9 m.

Le stückofen (littéralement le « four à morceau (de fer) ») ou « four à masse » est un bas fourneau de grande dimension, apparu au VIIIe ou IXe siècle en Autriche, en Saxe et le long du Rhin. C'est une des ultimes évolutions du bas fourneau :

« Les dimensions du bas foyer se développent et l'extraction de la loupe par l'ouverture supérieure devient plus pénible. On les construit dès lors entièrement sur le sol, mais en les munissant au pied d'une seconde ouverture, plus grande, par laquelle on extrait la loupe de la cuve. Cette ouverture est fermée pendant l'opération d'élaboration du fer. À l'origine, cet appareil est de construction provisoire ; mais à la fin du Moyen Âge, lorsque les soufflets sont actionnés par roues hydrauliques, il est construit en matériaux durables et il se fixe au bord des rivières.
Le bas foyer ainsi modifié est le « four à masse » – le stückofen des Allemands – qui diffère du bas foyer par le fait que sa cuve et son creuset se trouvent entièrement au-dessus du niveau du sol et que la loupe est extraite par une ouverture ménagée à la base de l'appareil. D'après les auteurs, la cuve des fours à masse présente des formes variées. »

— Corbion, Le savoir… fer, § Four à masse
Capables d'atteindre des températures de l'ordre de 1 600 °C, ces fours peuvent fondre partiellement ou totalement le laitier, voire le métal. Appelés dans ce dernier cas Flussofen (c'est-à-dire « fours à fondre »), ce sont d'authentiques hauts fourneaux produisant de la fonte en fusion. On peut cependant noter qu'à l'époque où le haut fourneau ne désignait pas systématiquement l'appareil produisant de la fonte liquide, par opposition au fours à loupe, on insistait aussi sur le fait que le secteur autour du trou de coulée, la poitrine, est maçonné. En 1830, C.-J.-B. Karsten écrit ainsi que « les fourneaux à poitrine ouverte s'appellent hauts fourneaux, ceux qui ont la poitrine close se nomment Flussofen ou Stuckofen, on ne peut admettre une autre division raisonnée. »
Ce bas fourneau est de dimension bien plus imposante que certains hauts fourneaux de la même époque, comme ceux du Sauerland, en Allemagne, qui ont évolué directement à partir du bas fourneau, grâce à la présence de silice, et surtout d'oxyde de manganèse(II) et d'oxyde de potassium, dans le minerai. Le four, maçonné et souvent de section carrée, s'élève à 4 m au Moyen Âge, jusqu'à atteindre 10 m au XVIIe siècle pour ceux de Vordernberg en Styrie, alors un centre de production de fonte d'Europe centrale. Cette hauteur reste cependant exceptionnelle : aux VIIIe et IXe siècles, la cuve du fourneau s'élève jusqu'à 3,05 m et atteint plus tard 4,9 m. Au début du XIXe siècle, « les Stücköfen [sont] formés de deux pyramides opposées base par base ; la hauteur totale varie de 3,9  à   5,2 m, […]  le diamètre ou le plus grand côté varie de 1,35  à   1,62 m ».
L'augmentation de la puissance de la soufflerie est nécessaire à cause de la hauteur du four : l'air doit être insufflé à 0,7 bar pour pouvoir traverser la charge. S'il est encore possible d'utiliser des soufflets, ceux-ci doivent être actionnés avec des roues hydrauliques. Le stückofen est donc fréquemment arrêté en été.
Le produit obtenu est du fer, un acier ou de la fonte, selon la façon dont est conduit le process. En effet, le laitier, s'il n'est pas évacué régulièrement hors du four, empêche l'oxydation du métal. Or cette oxydation permet la combustion du carbone absorbé par diffusion du charbon de bois vers le métal : on obtient alors un acier insuffisamment malléable, voire une fonte. Dans ce cas, le produit obtenu n'est alors guère utilisable, les méthodes d'affinage de la fonte en acier naturel étant inconnues. Par exemple, l'ordre Teutonique de Poméranie échoue, à Tempel, entre 1345 et 1364, à produire un acier pour forger armes et armures : la fonte produite est finalement refondue pour en faire des bornes frontière,.
Au XVe siècle les loupes fer obtenues pèsent 400 kg. Elles pèsent entre 500  et   600 kg au siècle suivant, pour atteindre 800  à   900 kg au XVIIIe siècle. Pour pouvoir être travaillées au martinet, celles-ci sont divisées en plusieurs morceaux (les stücks) pesant une centaine de kilos. La production annuelle d'un four se situe entre 100  et   150 tonnes par an. La forte ressemblance de ces fours avec les hauts fourneaux modernes (le stückofen en est bien plus proche que la forge catalane), en fait un ancêtre idéal du haut fourneau.